# 道格拉斯氏族
道格拉斯氏族（Clan Douglas）是一個蘇格蘭氏族，位在蘇格蘭低地地區。氏族名稱來自於南拉納克郡的城鎮道格拉斯。

道格拉斯氏族族徽

蘇格蘭獨立戰爭期間，道格拉斯勳爵詹姆斯·道格拉斯（被稱為「好爵士詹姆斯」，Good Sir James）是蘇格蘭軍統帥羅伯特·布魯斯旗下的重要將領之一。他的姪子威廉·道格拉斯在1358年受封為第一代道格拉斯伯爵。當威廉之子、第二代伯爵詹姆斯·道格拉斯於1388年死於和英格蘭的邊界衝突後，「好爵士詹姆斯」的私生子阿奇博爾德·道格拉斯成為第三代伯爵，他的後代被稱為「黑道格拉斯」（Black Douglases）；而第一代道格拉斯伯爵的私生子喬治·道格拉斯透過母親血統，在1389年受封安格斯伯爵，他的後代被稱為「紅道格拉斯」（Red Douglases）。
黑道格拉斯一系於十五世紀末斷絕。紅道格拉斯方面，在十六世紀上葉，第六代安格斯伯爵阿奇博爾德·道格拉斯透過與蘇格蘭王太后瑪格麗特·都鐸的婚姻成為幼王詹姆斯五世的監護人。英國內戰期間第十一代伯爵威廉·道格拉斯支持國王查理一世，作為獎勵查理一世於1633年冊封他為道格拉斯侯爵（Marquess of Douglas）。他的兒子威廉入贅漢密爾頓氏族，娶了第三代漢密爾頓女公爵安妮·漢密爾頓（Anne Hamilton）並改姓漢密爾頓，他們的長子是第四代漢密爾頓公爵詹姆斯·漢密爾頓。自第十二代公爵起開始使用「道格拉斯-漢密爾頓」（Douglas-Hamilton）姓氏，現任公爵是第十六代漢密爾頓公爵亞歷山大·道格拉斯-漢密爾頓。
另一方面，於1388年戰死的第二代安格斯伯爵，他的私生子威廉與其後裔成為德朗蘭里格領主；1633年第九代領主受封為昆斯伯里伯爵（Earl of Queensberry）。他的孫子，第三代伯爵威廉·道格拉斯，於1682年受查理二世晉升為昆斯伯里侯爵，1684年再晉升昆斯伯里公爵。1810年第四代公爵去世，巴克盧公爵亨利·史考特透過祖母血統繼承其昆斯伯里公爵爵位，侯爵爵位則由遠方堂親查爾斯·道格拉斯繼承。現任侯爵是第十二代昆斯伯里侯爵大衛·道格拉斯。